# Mia e il leone bianco
Mia e il leone bianco (Mia et le lion blanc) è un film del 2018 diretto da Gilles de Maistre.

## Trama
John e Alice Owen decidono di tornare a vivere in Sudafrica con i figli Mick e Mia per gestire un allevamento di leoni di proprietà della famiglia di John. Inizialmente, Mia si sente triste e sola. A Natale, nell'allevamento nasce un raro esemplare di leone bianco; nonostante l'iniziale diffidenza, Mia rapidamente si affeziona al cucciolo e si occupa di lui, dandogli il nome di "Charlie".
Alcuni anni dopo però, Charlie è ormai divenuto un leone adulto e Mia continua ad averci con leggerezza regolari contatti, nonostante i genitori siano preoccupati per i suoi istinti predatori. A questo punto John, il padre di Mia, rinchiude il leone in un recinto.
Ma un giorno, Mick il fratello di Mia, viene brutalmente ferito da Charlie, dopo che la sorella lo fa entrare imprudentemente nel recinto. A causa di ciò, Mia viene sgridata dai genitori, i quali delusi e arrabbiati, le proibiscono di riavvicinarsi al leone, pena l'immediata vendita del felino. 
Un anno dopo, Mia ha quattordici anni e continua a insinuarsi di nascosto nel recinto di Charlie. Ben presto però, John scopre tutto e contatta un uomo losco di nome Dirk per vendergli Charlie il più presto possibile. Mia segue di nascosto il padre e scopre con orrore e sgomento che l'uomo vende i leoni della riserva affinché vengano uccisi dai cacciatori di trofei, pratica legalizzata e comune in Sudafrica. Per salvare Charlie da questo crudele destino, Mia, con la complicità di Mick, scappa di nascosto con il leone per portarlo nella riserva di caccia di Timbavati, un rifugio per i leoni bianchi.
Mentre la ragazza e il leone affrontano il difficile viaggio, vengono seguiti dalla famiglia di Mia, dalle autorità e da Dirk, che vuole ottenere Charlie in quanto promessogli da John. Mia attira il padre in un luogo e, dopo avergli rinfacciato la pratica avida e disonesta di vendere leoni per farli uccidere, gli spara un dardo tranquillante alla gamba per rubargli il furgone e usarlo nella sua fuga con Charlie. Ad un certo punto, Dirk raggiunge i due, ma mentre sta per fare del male a Mia e Charlie, viene aggredito dal leone. Successivamente, John si pente delle sue cattive azioni, così mette fine al suo rapporto d'affari con Dirk ed è costretto ad ammettere alla moglie quanto Mia ha assistito. Sebbene sia un po' arrabbiata con il marito, Alice confessa che, anni prima, se n'erano andati dall'Africa perché era rimasta inorridita dal trattamento riservato ai leoni delle riserve, accettando di tornare nella speranza di poter gestire la loro attività senza scendere a compromessi con i cacciatori. Finalmente, Mia e Charlie sopraggiungono ai confini della riserva; la polizia sta per sparare al leone ma per fortuna John si frappone tra loro, permettendo così al leone di raggiungere sano e salvo la riserva.
Poco tempo dopo, Mia e la sua famiglia, di nuovo riunita e serena, tornano alla riserva e scoprono che Charlie ha trovato una compagna, con la quale ha avuto dei cuccioli.

## Produzione
Il film si basa su un soggetto scritto principalmente da Prune de Maistre, moglie del regista, dopo aver fatto un viaggio in Sudafrica. Le riprese, supervisionate per intero dallo zoologo Kevin Richardson (che ha monitorato ogni interazione fra i leoni e gli attori), sono durate tre anni in modo da seguire la naturale crescita di Daniah De Villiers e del leone Thor. Per il film è stato speso un budget di 8700000 $.

## Promozione
Il trailer è stato diffuso online il 19 novembre 2018.

## Distribuzione
Il film è stato distribuito in Italia il 17 gennaio 2019 da Eagle Pictures e Leone Film Group. Il doppiaggio è stato effettuato presso la CDR-Creative Dubbing Rome e diretto da Connie Bismuto su dialoghi di Emanuela D'Amico.

## Accoglienza

### Incassi
Con 34299855 $ incassati al botteghino, Mia e il leone bianco è stato il film francese di maggior successo del 2019.

### Critica
Sull'aggregatore Rotten Tomatoes il film riceve l'88% delle recensioni professionali positive, con un voto medio di 6,9 su 10 basato su 17 critiche. Su Metacritic ottiene un punteggio di 52 su 100 basato su 6 critiche, corrispondente a «recensioni miste o medie».